# 촐루테카주

촐루테카 주의 위치

촐루테카주(스페인어: Choluteca)는 온두라스 최남단에 위치한 주로 주도는 촐루테카이며 면적은 4,211km2, 인구는 420,350명(2005년 기준)이다. 주 이름은 주를 흐르는 강인 촐루테카 강에서 유래된 이름이다. 서쪽으로는 폰세카만과 접하며 동쪽과 남쪽으로는 니카라과와 국경을 접한다. 16개 지방 자치체를 관할한다.